# Louis Kerly
Louis Ernest Formager dit Louis Kerly, né le 18 juin 1872 à Pontoise (Seine-et-Oise) et mort le 23 novembre 1936 dans le IVe arrondissement de Paris, est un acteur français.

## Filmographie
- 1923 : Cœur léger de Robert Saidreau
- 1920 : L'Ami Fritz de René Hervil
- 1922 : Son Altesse de Henri Desfontaines
- 1923 : La Porteuse de pain de René Le Somptier - film tourné en quatre époques -
- 1924 : Les Deux Gosses de Louis Mercanton - Film tourné en 8 épisodes -
- 1925 : Mon curé chez les pauvres d'Émile-Bernard Donatien
- 1925 : Mon curé chez les riches d'Émile-Bernard Donatien
- 1925 : Monte Carlo de Louis Mercanton
- 1926 : Au revoir et merci d'Émile-Bernard Donatien
- 1928 : La Divine Croisière de Julien Duvivier
- 1930 : Les Vacances du diable d'Albert Capellani - Kent Carr
- 1931 : Le Blanc et le Noir de Robert Florey et Marc Allégret - Arthur
- 1931 : La Bande à Bouboule de Léon Mathot - Dickson
- 1931 : Je serai seule après minuit de Jacques de Baroncelli - Le monsieur pressé
- 1932 : Une petite bonne sérieuse de Richard Weisbach et Marguerite Viel - court métrage -
- 1934 : Les Misérables de Raymond Bernard - film tourné en trois époques - Basque
- 1934 : Le Chéri de sa concierge de Guarino Glavany
- 1934 : Tartarin de Tarascon de Raymond Bernard - M. Castel
- 1936 : Faisons un rêve de Sacha Guitry - Le valet de chambre
- 1936 : Le Nouveau Testament de Sacha Guitry et Alexandre Ryder - Le domestique

## Théâtre
- 1920 : Je t'aime de Sacha Guitry, Théâtre Édouard VII
- 1921 : Le Comédien de Sacha Guitry, Théâtre Édouard VII
- 1923 : L'Amour masqué de Sacha Guitry et André Messager, Théâtre Édouard VII
- 1923 : L'Accroche-cœur de Sacha Guitry, Théâtre de l'Étoile
- 1924 : Une étoile nouvelle de Sacha Guitry, Théâtre Édouard VII
- 1931 : Nono de Sacha Guitry, Théâtre de la Madeleine
- 1931 : Frans Hals ou L'Admiration de Sacha Guitry, Théâtre de la Madeleine
- 1933 : Cette nuit-là... de Lajos Zilahy, mise en scène Lucien Rozenberg, Théâtre de la Madeleine
- 1934 : Le Nouveau Testament de Sacha Guitry, mise en scène de l'auteur,  Théâtre de la Madeleine